# Vandré
Vandré ist eine ehemalige französische Gemeinde mit 898 Einwohnern (Stand: 1. Januar 2019) im Département Charente-Maritime in der Region Nouvelle-Aquitaine. Sie gehörte zum Arrondissement Rochefort und zum Kanton Surgères. Die Einwohner werden Vandréens genannt.
Mit Wirkung vom 1. Januar 2018 wurden die früher selbstständigen Gemeinden Vandré, Chervettes und Saint-Laurent-de-la-Barrière zur Commune nouvelle La Devise zusammengelegt und haben in der neuen Gemeinde den Status einer Commune déléguée. Der Verwaltungssitz befindet sich im Ort Vandré.

## Geographie
Vandré liegt etwa 22 Kilometer ostsüdöstlich von La Rochelle in der historischen Region Aunis. Umgeben wird Vandré von den Nachbarorten Surgères im Norden, Breuil-la-Réorte im Osten und Nordosten, Chervettes im Osten, Saint-Laurent-de-la-Barrière im Südosten, Genouillé im Süden und Westen sowie Saint-Germain-de-Marencennes im Westen und Nordwesten.

## Bevölkerungsentwicklung
| Jahr                      | 1962 | 1968 | 1975 | 1982 | 1990 | 1999 | 2006 | 2013 |
| Einwohner                 | 564  | 602  | 646  | 678  | 745  | 725  | 732  | 823  |
| Quelle: Cassini und INSEE |      |      |      |      |      |      |      |      |

## Sehenswürdigkeiten
- Kirche Saint-Vivien aus dem 13. Jahrhundert (siehe auch: Liste der Monuments historiques in La Devise)

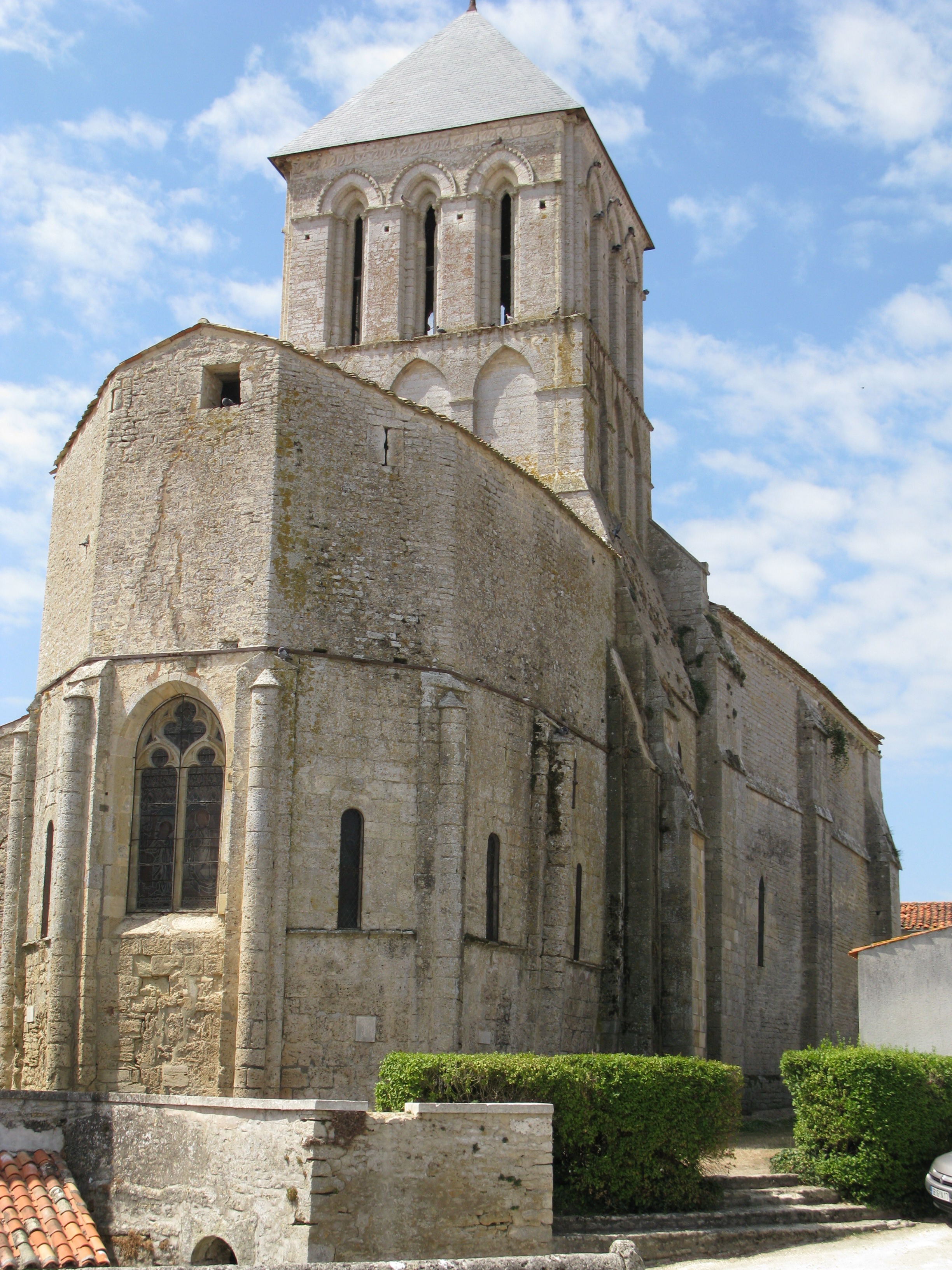
Kirche Saint-Vivien